# Fear Inoculum
Fear Inoculum е петият студиен албум на американската рок банда Tool. Албумът е пуснат в продажба на 30 август 2019 г. Това е първият албум след 13-годишна пауза поради творчески, лични и правни проблеми, с които се сблъскват членовете на групата след излизането на предишния им албум 10,000 Days. Албумът получава положителни отзиви от фенове и критици и всеобщото мнение е, че групата успешно е усъвършенствала установеното си звучене. Две от песните в албума получават номинации за Грами.

## Песни
| 1.    | Fear Inoculum          | 10:20 |
| 2.    | Pneuma                 | 11:53 |
| 3.    | Litanie contre la peur | 2:14  |
| 4.    | Invincible             | 12:44 |
| 5.    | Legion Inoculant       | 3:09  |
| 6.    | Descending             | 13:37 |
| 7.    | Culling Voices         | 10:05 |
| 8.    | Chocolate Chip Trip    | 4:48  |
| 9.    | 7empest                | 15:43 |
| 10.   | Mockingbeat            | 2:05  |
| 86:38 |                        |       |

## Изпълнители
- Дани Кери – барабани, синтезатор
- Мейнърд Джеймс Кийнън – вокали
- Адам Джоунс – китара
- Джъстин Ченсълър – бас китара